# Mitchell (Mondkrater)
Mitchell ist ein Einschlagkrater im Nordosten der Mondvorderseite am südlichen Rand des Mare Frigoris. Er ist stark erodiert und wird vom südöstlichen Wall des großen Kraters Aristoteles überdeckt.
| Buchstabe | Position           | Durchmesser | Link |
| --------- | ------------------ | ----------- | ---- |
| B         | 48,53° N, 19,44° O | 5 km        |      |
| E         | 47,69° N, 21,71° O | 8 km        |      |

Der Krater wurde 1935 von der IAU nach der US-amerikanischen Astronomin Maria Mitchell offiziell benannt.